# Steaua tăcerii
Steaua tăcerii (în germană Der schweigende Stern, în poloneză Milcząca Gwiazda) este un film SF est-germano-polonez din 1959 regizat de Kurt Maetzig, după romanul Astronauții al scriitorului Stanisław Lem. În rolurile principale joacă actorii Yoko Tani, Oldrich Lukes, Ignacy Machowski.

## Prezentare
Atunci când un artefact extraterestru este descoperit pe Pământ și se constată că provine de pe planeta Venus, o echipa internațională de astronauți pornește pentru a investiga originile sale și a afla ce rasă l-a creat.

## Actori
- Yoko Tani – Sumiko Ogimura, femeia japoneză, medic
- Oldrich Lukes – prof. Harringway Hawling, fizician nuclear american
- Ignacy Machowski – prof. Saltyk, inginerul șef polonez
- Julius Ongewe – Talua, tehnicianul de televiziune african
- Mihail Postnikov – prof. Arseniev astronautul sovietic
- Kurt Rackelmann – prof. Sikarna, matematicianul indian
- Günther Simon – Raimund Brinkmann, pilotul german
- Tang Hua-Ta – Dr. Tchen Yu, lingvistul chinez
- Lucyna Winnicka – Joan Moran, reporter de televiziune
- Eva-Maria Hagen – reportera
- Eduard von Winterstein – Weimann, un fizician

## Productie
Filmul a fost realizat în Germania de Est. S-au vândut 4.375.094 de bilete în țară după ce a fost lansat în cinematografe.